# Dobje, Gorenja vas-Poljane
Dobje este o localitate din comuna Gorenja vas - Poljane, Slovenia, cu o populație de 71 de locuitori.